# Márta Egervári
Márta Egervári (Budapest, 4 agosto 1956) è un'ex ginnasta ungherese, vincitrice di una medaglia di bronzo alle parallele asimmetriche ai Giochi olimpici di Montréal 1976.

## Biografia
Si approcciò alla ginnastica artistica nel 1968, allenata da József Fekete e poi da Katalin Müller. Nel 1973 è arrivata alla nazionale ungherese, anno in cui vinse il concorso individuale al campionato nazionale juniores. Nel 1974 partecipò con la squadra ungherese ai campionati mondiali in Bulgaria, vincendo la medaglia di bronzo insieme a Krisztina Medveczky, Mónika Császár, Zsuzsa Nagy, Zsuzsa Matulai e Ágnes Bánfai.
L'anno seguente prese parte ai Campionati europei a Skien classificandosi sesta. Fu nel 1976 che raggiunse l'apice della carriera conquistando la medaglia di bronzo nelle parallele a Montréal 1976 e arrivando quarta nel concorso a squadre. Ai Campionati mondiali del 1977 a Praga si classificò al sesto posto del concorso individuale.

Nel giugno 1978 fu avviato un provvedimento disciplinare contro di lei e l'allora allenatore, nonché marito, László Magyari, da parte della nazionale ungherese. Fu sospesa, dunque, fino al 1979 e in concomitanza la ginnasta annunciò il proprio ritiro che fu solo temporaneo. Di fatti tornò a competere dopo due anni d'assenza per prendere parte alle Olimpiadi di Mosca 1980 con la nazionale, classificandosi poi al quinto posto del concorso a squadre e quattordicesima in quello individuale. Mentre agli Europei di Madrid del 1981 non è andata oltre il sesto posto. Annunciò poi il suo ritiro definitivo dalle competizioni a seguito della partecipazione ai Campionati mondiali di Mosca di quell'anno.

Dal 1992 vive e lavora in Svezia come allenatrice insieme con il secondo marito ex ginnasta Lajos Nagy. Nel 2014 è stata resa membro del Club Immortals (una sorta di Hall of fame ungherese) per i suoi successi sportivi.

## Palmarès
| Anno | Manifestazione  | Sede     | Evento    | Risultato | Prestazione | Note |
| ---- | --------------- | -------- | --------- | --------- | ----------- | ---- |
| 1974 | Mondiali        | Varna    | Squadre   | Bronzo    | -           |      |
| 1976 | Giochi olimpici | Montréal | Parallele | Bronzo    | -           |      |

## Coppe e meeting internazionali
1975
- Bronzo in Coppa del Mondo ( Londra), concorso individuale
- Argento in Coppa del Mondo ( Londra), trave

1977
- Bronzo in Coppa del Mondo ( Oviedo), volteggio

## Coppe nazionali
- 23 medaglie d'oro ai Campionati nazionali ungheresi dal 1973 al 1981.